# Arthur Blythe
Arthur Blythe (London, 1907. június 22. – ?, 1993) angol nemzetközi labdarúgó-játékvezető. Teljes neve Arthur H. Blythe.

## Pályafutása

### Nemzeti játékvezetés
A játékvezetésből tett vizsgát követően, rövid tapasztalatszerzést követően sportvezetőinek javaslatára lett az I. Liga játékvezetője. 1940-es és az 1950-es években bajnoki mérkőzéseket vezetett. Az aktív nemzeti játékvezetéstől 1951-ben vonult vissza.

#### Közvetett szabadrúgás
A közvetlen és közvetett szabadrúgások megkülönböztetése érdekében a játékvezető egyik kezének magasba emelésével tesz megkülönböztető jelzést. Amíg nem alkalmazták ezt a jelzést, minden szabadrúgásnál komoly érdeklődés alakult ki a játékosok részéről. Az 1950-es években a Portsmouth Mant (angol) csapat elnöke (megunva a játékidő fecsérlését) megkérte Blythe bírót, hogy emelje fel egyik karját, így jelezve a közvetett szabadrúgás tényét. A FA JB nem szerette, ha a játékvezetők újítanak, viszont Blythe jelzését a következő szabálymódosításnál beillesztették a rendszerbe.

### Nemzetközi játékvezetés
Az Angol labdarúgó-szövetség (FA) Játékvezető Bizottsága (JB) 1950-ben terjesztette fel nemzetközi játékvezetőnek, a Nemzetközi Labdarúgó-szövetség (FIFA) bíróinak keretébe. A FIFA JB központi nyelvei közül a angolt beszélte. Több nemzetek közötti válogatott és klubmérkőzést vezetett, vagy működő társának partbíróként segített. Az aktív nemzetközi játékvezetéstől 1950-ben búcsúzott. Válogatott mérkőzéseinek száma: 1.

## Statisztika

### Nemzetközi válogatott mérkőzése
| #  | Dátum             | Helyszín                      | Hazai        | Eredmény | Vendég   | Kiírás     | Gólok | Esemény |
| -- | ----------------- | ----------------------------- | ------------ | -------- | -------- | ---------- | ----- | ------- |
| 1. | 1950. október 29. | Budapest, Megyeri úti stadion | Magyarország | 4 – 3    | Ausztria | barátságos | -     |         |
|    | Összesen          |                               |              | 1        | mérkőzés |            |       |         |